# Маржинальна торгівля
Маржинальна торгівля (англ. Margin trading) — проведення спекулятивних торгових операцій з використанням грошей та/або товарів, що надаються торговцю в кредит під заставу обумовленої суми — маржі. Від звичайного кредиту маржинальний відрізняється тим, що отримана сума грошей (або вартість отриманого товару) зазвичай в кілька разів перевищує розмір застави (маржі). Наприклад, за надання права укласти контракт на купівлю або продаж 100 тисяч євро за долари США, звичайно брокер вимагає в заставу не більше 2 тисяч доларів. Це дозволяє торгівцю збільшити обсяги операцій при тих самих капіталах. Крім того, при маржинальній торгівлі зазвичай дозволено продавати позичений товар з наміром наступної купівлі аналогічного товару по меншій ціні та поверненням кредиту в натуральному (товарному) вигляді. Така операція називається коротка позиція або продаж без покриття (непокритий продаж). Цей механізм забезпечує технічну можливість отримувати прибуток при падінні цін (приклади наведені нижче).
Маржинальний принцип широко поширений в біржовій торгівлі, зокрема на валютному та фондовому ринках. На товарних ринках використовується обмежено.

## Умови отримання маржинального кредиту
Маржинальна торгівля передбачає здійснення операцій з активами, отриманими від брокера в кредит. Це можуть бути як грошові кошти, так і товари для торгівлі: наприклад, акції, стандартні контракти, зерно тощо. Маржинальне кредитування має свою специфіку. Зазвичай обговорюються такі умови:
- Отримання кредиту стандартизоване, не вимагає попереднього узгодження і специфічного оформлення.
- Забезпеченням кредиту є грошові кошти та інші активи, розміщені на відповідних рахунках.
- У позику надаються активи лише зі списку активів, з якими можуть здійснюватися маржинальні угоди.
- Кредити на термін торгової сесії надаються безкоштовно.
- За надання кредиту на термін більше одного дня стягується винагорода. Зазвичай, це обумовлений відсоток від суми кредиту або ринкової вартості наданих у кредит активів. Відсоткова ставка залежить від виду наданого в кредит активу і орієнтована на чинні процентні ставки аналогічних операцій при «звичайному» банківському кредитуванні, але майже завжди є мінімальною з можливих варіантів. Це обумовлено мінімальним ризиком такого кредитування.

Розмір маржинальних вимог дуже сильно залежить від ліквідності об'єкта торгівлі. На валютному ринку маржа коливається від 0,5 до 2 %. У вихідні дні вона може підніматися до 5—10 %. В США, Великій Британії, Німеччині маржа на фондовому ринку може становити 20—50 %. У Росії для торгівлі деякими акціями для деяких торгівців Федеральна служба з фінансових ринків Росії (до 2004 року її функції виконувала Федеральна комісія з ринку цінних паперів) дозволяє маржу 25—50 % від суми контракту (станом на лютий 2007). Розмір маржі може залежати від напрямку першої угоди (купівля або продаж). Україна станом на кінець 2009 року взагалі не має відповідного регулювання.
Регуляторні органи в кризових ситуаціях додатково обмежують можливість проведення маржинальних операцій. Для боротьби з панікою і чутками, що охопили Wall Street, комісія з торгівлі цінними паперами (США) екстрено обмежила з 21 липня 2008 року «короткі» продажі паперів 19 великих фінансових компаній, а з 19 вересня 2008 року цей список розширився до 799 фінансових компаній. Управління з фінансового регулювання і нагляду Великої Британії (FSA) ввів тимчасову заборону на «короткий продаж» акцій на Лондонській фондовій біржі з 19 вересня 2008 року до 16 січня 2009 
Федеральна служба з фінансових ринків Росії 17 вересня 2008 року призупинила торги за всіма цінними паперами на російських фондових біржах. У коментарі керівника ФСФР Росії Володимира Миловідова цей крок пояснюється тим, що «брокери продовжують укладати маржинальні угоди і відкривати короткі позиції, ще більше дестабілізуючи ситуацію»

## Альтернативні назви

### Торгівля з кредитним плечем (кредитним важелем)
Кредитне плече (англ. Leverage) — це співвідношення між сумою застави і наданим позиковим капіталом. Замість вказівки розміру маржі, вказують розмір плеча (важеля) у вигляді коефіцієнта, який показує відношення суми застави до розміру кредиту, що надається. Наприклад, маржинальній вимозі 20 % відповідає плече 1:5 (один до п'яти), а маржинальній вимозі 1 % відповідає плече 1:100 (один до ста). У такому випадку говорять, що торговець отримує для торгівлі коштів в 5 (або 100) разів більше, ніж розмір його заставного депозиту.

### Торгівля без поставки
Цей термін підкреслює специфічну особливість цього виду операцій, але не дає уявлень про реальні умови торгівлі.

## Особливості маржинальної торгівлі
Маржинальна торгівля завжди припускає, що торговець обов'язково через деякий час проведе протилежну операцію на той же обсяг товару. Якщо перша була купівля, то обов'язково буде продаж. Якщо першим був продаж, то обов'язково очікується купівля. Після першої операції (відкриття позиції) торговець зазвичай позбавлений можливості вільного розпорядження купленим товаром або отриманими від продажу коштами. Він також передає брокеру як заставу частину власних коштів у розмірі обумовленої маржі. Брокер уважно стежить за відкритими позиціями і контролює розмір можливого збитку. Якщо збиток досягає критичного значення (наприклад, половини маржі), брокер може звернутися до торговця з пропозицією передати в заставу додаткові кошти. Це звернення називають маржин-колл — від англ. Margin call (дослівний переклад — вимога про маржу). Якщо кошти не надійдуть, а збиток продовжить зростати, брокер від свого імені примусово закриє позицію. Після другої операції (закриття позиції) формується фінансовий результат у розмірі різниці між ціною купівлі та ціною продажу, а також вивільняється заставна маржа, до якої додають результат операції. Якщо результат позитивний, торговець отримає назад коштів більше на суму прибутку, ніж віддав у заставу. При негативному результаті збиток віднімуть із застави і повернуть тільки залишок. У найгіршому випадку від застави нічого не залишиться.
Торговець не несе ніяких додаткових фінансових зобов'язань перед брокером за отриманий кредит, крім надання маржі. Брокер не може висунути вимоги про надання додаткових коштів на тій підставі, що позиція була закрита зі збитком, який перевищив розмір наданої застави. Така ситуація може відбуватися при відкритті нового торгового дня, коли торги починаються з сильним відривом від котирувань попереднього дня. У такому випадку ризик додаткових збитків лежить на брокері. У цьому одна з принципових відмінностей маржинальної торгівлі від торгівлі з використанням звичайного кредиту.
Щоб мати можливість проводити маржинальну торгівлю, брокер не надає торговцю повне право власності на торговельні активи або вимагає оформлення спеціального заставного договору. Торговець не повинен мати можливість перешкоджати примусовому закриттю позицій брокером. Дуже часто, куплений товар та/або виручка від продажу взагалі не передаються у власність торговця. Враховується лише його право дати розпорядження на купівлю/продаж. Як правило, цього достатньо для угод спекулятивного характеру, коли торговця цікавить не об'єкт торгівлі, а лише можливість заробити на різниці в ціні. Така торгівля без реального постачання скорочує накладні витрати спекулянта.
Для швидкого визначення проміжного прибутку може розраховуватись ціна пункту — розмір зміни результату при мінімальній зміні котирування (на один пункт). Потім ціна пункту просто множиться на кількість пунктів зміни котирування.
Маржинальна торгівля збільшує обсяги угод. Це призводить до зростання швидкості зміни результату торгової операції, до зростання ризиків. З іншого боку, збільшення обсягів угод впливає на характер ринку. Велика кількість хаотичних дрібних угод збільшує ліквідність ринку, стабілізує його. А от односпрямовані угоди можуть значно збільшити цінові коливання.

## Приклади

### Очікується зростання ціни
Якщо Ваших коштів вистачає на купівлю 10 акцій Укрнафти, то при маржинальній торгівлі брокер може прийняти Ваші гроші в заставу і дозволити Вам купити не 10, а 20 акцій. Це не означає, що кожна акція буде мати ціну в 2 рази нижче. Брокер надасть кредит, достатній для купівлі 20 акцій. Через деякий час Ви зможете продати 20 акцій за вищою ціною. Після повернення кредиту, прибуток від операції з 20-ма акціями повністю належить Вам. Таких торговців називають биками.

### Очікується зниження ціни
Ви припускаєте, що акції Укрнафти найближчим часом подешевшають. Під заставу обумовленої суми Ви берете у брокера кредит у формі 20 акцій Укрнафти. Ви не купуєте ці акції, а лише тимчасово позичаєте. Як заставу Ви надаєте суму грошей, яка значно менше вартості позичених акцій. Ви продаєте отримані акції за чинну ринкову ціну. Якщо вартість дійсно впаде, то за деякий час Ви купите 20 акцій за меншу ціну і віддасте їх брокеру в погашення позики. Вам залишиться різниця між сумою, яку Ви отримаєте при продажу акцій на першому етапі і сумою, яку ви витратите потім на їхню купівлю. Таких торговців називають ведмедями.